# 閘門橋
閘門橋（こうもんばし）は、東京都葛飾区西水元の大場川に架かる人道橋および閘門。
葛飾区登録文化財、土木学会選奨土木遺産。
正式名称は弐郷半領猿又閘門（にごうはんりょうさるまたこうもん）。

## 概要
東京都葛飾区と埼玉県三郷市の都県境界至近に所在している。立地は東京都であるが、埼玉県の弐郷半領用悪水路普通水利組合によって1909年（明治42年）に建造された橋長30メートル、幅員3メートル、高さは推定で5.5メートルの上路式煉瓦アーチ橋である。
径間数は上流側は3径間、下流側は5径間と異なる。右岸側は築島部を挟み、後年建増しされた1径間のRCTアーチ橋（赤煉瓦仕上）も設置されている。水害による中川（古利根川）からの逆流を防止するために設けられた。
周辺は水元公園の一部。「かつしか郷土かるた」にも読まれている。
都内唯一の煉瓦アーチ橋である。
2007年（平成19年）11月30日には「東京都葛飾区の赤煉瓦建造物」として経済産業省が認定する近代化産業遺産に認定された。また、2013年（平成25年）度に土木学会の選奨土木遺産に認定された。本橋梁は、土木学会による「近代土木遺産2800選Aランク（国指定文化財クラス）」に選出されている。
なお、1970年（昭和45年）に閘門橋のすぐ下流側に東京都道・埼玉県道67号葛飾吉川松伏線の道路橋である葛三橋（かつみばし）が架設され、自動車はそちらを通るようになった。そして1980年（昭和55年）には下流側の大場川と中川の合流点に新大場川水門が完成、以降は水門としての役目を終え、人道橋として使用されている。

## アクセス
- 金町駅および京成金町駅から京成バス「金61系統」（八潮駅行）利用、「水元5丁目」停留所下車、徒歩5分[8]。

## 周辺
橋のすぐ北側を流れる下第二大場川に同じ煉瓦造りの「二郷半領用水逃樋」も架けられ、県道67号の道路橋として利用されている。閘門橋付近に県境未確定区域が存在する。閘門橋付近より下流側の流路はかつての中川（古利根川）の一部で、昭和20年頃までは上流側を古利根川、下流側を中川と称していた。なお、上流側は大正年間に行われた河川改修により埋め立てられている（潮止橋も参照）。
- 葛三橋 - 閘門橋の新橋に当たる。車道として供用されている。
- 八潮南公園
- 亀有警察署葛三橋交番
- 水元給水所